# Isaac Viciosa
Isaac Carlos Viciosa Plaza, conocido como Isaac Viciosa (Cervatos de la Cueza, Palencia, 26 de diciembre de 1969), es un atleta español, especialista en medio fondo y fondo.
Residente en Valladolid, casado y con ocho hijos: Micaela, Carmen, Vicente, Ángela, Pedro, María, Isaac y Miguel. Tras haber estado varios años retirado de los medios, en 2021 fue noticia su lamento  por perder el récord de los 3.000 metros frente al murciano Mo Katir.

## Actividad deportiva
Isaac Viciosa debutó en el atletismo en 1988 con el Club de Atletismo Melgar, pasando por diferentes equipos durante el resto de su carrera deportiva.
En el año 1992, ya que en los Campeonatos de Europa en pista cubierta se clasificaría cuarto en la prueba de los 1.500 metros con una marca de 3'41". 
Ya en 1994, destacó en el Campeonato de Europa de Atletismo, consiguiendo la plata (con una marca de 3'36") tras el soriano Fermín Cacho, que le dio "el salto definitivo a la fama", confirmándole que seguía una buena progresión y que podía llegar a un nivel muy alto.
Fichó por el equipo Larios A.A.M., y logró el récord nacional de los 3.000 metros con un tiempo de 7:41.46.
Consiguió la medalla de plata en la prueba de los 1.500 metros en los Europeos de Helsinki 1994.
En 1995, Isaac triunfó en las pruebas de la Milla de Nueva York y la Milla de Madrid, y disputó la final de 1.500 en el Mundial de Gotemburgo (Suecia). Además de batir a Fermín Cacho, en julio de 1995, en los 1.500 en la segunda jornada de los Campeonatos de España.
El 9 de julio de 1998, en Oslo (Noruega), en prueba de la Liga de Oro de atletismo, batió el récord de Europa de los 3.000 metros, con un tiempo de 7:29.34, cuarto en una carrera que ganó Haile Gebreselassie. 

Participación en Juegos Olímpicos
Participó en Atlanta 96, donde finalizó sexto en la prueba de 5.000. 
Viciosa no tuvo lesiones de gran importancia, pero las enfermedades le marcaron su participación en los Juegos Olímpicos:
- En los Barcelona 92, que hubiera sido su primera participación olímpica, padeció anemia, y no pudo estar en ellos;
- En los Sídney 2000 sufrió una mononucleosis.

Retirada
Anunció su retirada en la presentación del XVIII Medio Maratón Ciudad de Valladolid', alegando: 

Tengo ganas de retirarme, aunque otros me animen a que continúe, pero hay que cambiar de actividad, la familia pide más tiempo y otras necesidades.

 Convirtiéndose ésta, su última carrera, celebrada en 17 de septiembre en una carrera homenaje para él, con la participación de unos 1000 atletas, con un recorrido de 21,097 kilómetros por el casco histórico de Valladolid, entre la Acera de Recoletos y la Plaza Mayor.
A lo largo de su carrera compartió pista con Fermín Cacho, Reyes Estévez, Martín Fiz o Abel Antón, y la también atleta palentina Marta Domínguez con la que compartió victoria en la San Silvestre Vallecana en el año 2000, victoria que ya había obtenido en 1996 y que se repitió también en 2001 y 2002, siendo el atleta que en mayor número de ocasiones ha ganado la renombrada San Silvestre Vallecana con cuatro trinufos.
A partir de 2006, después de su retirada, Viciosa forma atletas, de 6 a 18 años, en la "Escuela de Atletismo Habitare Isaac Viciosa" establecida en Valladolid, junto a Teodoro Cuñado, otro atleta olímpico y la colaboración de la Fundación Caja de Burgos. Así como regenta un centro de masaje y fisioterapia, especializado en lesiones deportivas.
Su nombre volvió a los diarios nacionales en julio de 2021 al lamentarse públicamente de que Mohammed Katir, atleta murciano de origen marroquí, le pulverizara el récord que ostentaba desde 1998: «Me habría gustado que un atleta con apellidos castellanos hubiese batido mi marca en los 3.000 metros», manifestó. Esta crítica se ha relacionado en los medios con racismo y ha sido criticado por otros atletas, como Belén Toimil y Roberto Sotomayor. Posteriormente se disculpó por su comentario diciendo "en mi familia se vive con total naturalidad el fenómeno de las migraciones de personas, respetando siempre a todos sean del origen que sean".

## Clubes
| Temporada | Equipo                        | Entrenador     | Comentarios |
| 1988/92   | Atletismo Melgar              | ...            | ...         |
| 1992/93   | F. C. Barcelona               | ...            | ...         |
| 1993/94   | Atletismo Melgar              | ...            | ...         |
| 1994/02   | Larios A.A.M. / Airtel A.A.M. | Eladio Barredo | ...         |
| 2002/03   | Navegalia U.G.                | ...            | ...         |
| 2003/04   | Puma Chapín Jerez             | ...            | ...         |
| 2004/05   | J'hayber Playas Castellón     | ...            | ...         |
| 2005/06   | Univ. Burgos Campos Incesa    | ...            | ...         |
| 2006      | C.D. Parquesol                | Eladio Barredo | Retirada    |

## Palmarés
- Campeón de Europa de los 5000 metros en Budapest 1998
- Campeón de España de los 1500 m 1994 (marca 3.36)
- 4.º Campeonato de España en la prueba de los 1500 metros (1992) (marca 3.41)
- Campeón de España promesa de 1500 m (1989)
- 4.º Campeonato del Mundo en los 3000 m (1998) (marca 7:29.34) y récord de Europa.
- Campeón de la Milla de Madrid (1995)
- 4 veces Campeón de la Milla de Nueva York
- 4 veces Campeón de la San Silvestre Vallecana (vencedor en 1996, 2000, 2001 y 2002)
- 4 veces Campeón de la Carrera Jean Bouin (vencedor en 1996, 1997, 1998 y 2002) (clásica barcelonesa, organizada por Mundo Deportivo).
- 2 veces Campeón del Cross Internacional de Venta de Baños (1997 y 1998)

## Mejores marcas
| Prueba                     | Resultado | Fecha      | Lugar                           | - |
| 1500 m                     | 3:30.94   | 08/08/1998 | Mónaco (Francia)                | 4.ª mejor marca española |
| 3000 m                     | 7:29.34   | 09/07/1998 | Oslo (Noruega)                  | 2.ª mejor marca española. Fue récord de España de 1998 a 2021, cuando Mo Katir le bajó la marca en más de un segundo (7.27.64) |
| 5000 m                     | 13:09.53  | 1998       | Roma (Italia)                   | 4.ª mejor marca española |
| 4 x 1500 m                 | 14:46.16  | 05/09/1998 | Madrid (España)                 | Récord de España junto con Jiménez - Pancorbo - A. García                                                                      |
| 3000 m (en pista cubierta) | 7:41.46   | 03/02/1994 | Sevilla (España)                | Récord de España Antiguo Récord de Europa                                                                                      |
| ...                        | ...       | ...        | ...                             | ... |
| 400 m                      | 49.6      | 1989       | ...                             | Marca personal |
| 1000 m                     | 2:17.24   | 1995       | ...                             | Marca personal |
| Milla                      | 3:52.72   | 22/07/1994 | Oslo (Noruega)                  | Marca personal |
| 2000 m                     | 5:06.03   | 26/09/1993 | Santiago de Compostela (España) | Marca personal |
| 10000 m                    | 28:26.75  | 20/07/2003 | Pontevedra (España)             | Marca personal |
| 10 km ruta                 | 28:07     | 2002       | ...                             | Marca personal |
| Medio Maratón              | 1h 08:48  | 2006       | ...                             | Marca personal |
| Desnivel                   | 1h 06:04  | 2006       | ...                             | Marca personal |

Plusmarcas
- Plusmarca europea de los 3.000 metros ('indoor'): (marca 7:41.46); que luego perdiera ante el Mohammed Mourhit, atleta marroquí nacionalizado belga y que después dio positivo. A fecha de la última actualización de mejores marcas (27 de agosto de 2006), es la 40.ª mejor marca de la historia: 38 de las 39 anteriores fueron realizadas por atletas africanos, y la restante por el atleta marroquí, nacionalizado belga.

- Plusmarca nacional (española) de los 3.000 metros (en pista cubierta): (marca 7:41.46); tras superar la impuesta previamente por Fermín Cacho (marca 7:46.11)

- Plusmarca europea de los 3.000 metros: (marca 7:29.34); en prueba de la Liga de Oro de atletismo (Golden League).

## Premios, reconocimientos y distinciones
- Medalla de Plata de la Real Orden del Mérito Deportivo, otorgada por el Consejo Superior de Deportes (1999)
- Premios El Norte de Castilla 1995[4]
- Homenaje el 18 de diciembre de 2005 en Venta de Baños (Palencia), durante los actos previos al XXVI Cross Internacional de Venta de Baños.
- Premio Castilla y León del Deporte 2010.